# St John
St John – wieś w Anglii, w Kornwalii, położona na półwyspie Rame. Leży 97 km na wschód od miasta Penzance i 316 km na południowy zachód od Londynu. W 2001 miejscowość liczyła 375 mieszkańców.